# Оброшино (Львовская область)
Оброшино (укр. Оброшине) — село во Львовском районе Львовской области Украины. Административный центр Оброшинской сельской общины. Село расположено в 8 км от Пустомыт и в 2 км от железнодорожной станции Оброшино на линии Львов — Самбор.
Первое упоминание о селе относится к 1431 году.

## Этимология названия
В XV веке его много раз опустошали татары, что, конечно же, не могло не отразиться на благосостоянии посёлка. Народная этимология выводит название «Оброшин» от слова «оборіг» (стог, скирда), аргументируя это тем, что вокруг поселения всегда было много сенокосов и соответственно скирд. Исследователь исторического наследия Василий Лаба приводит более 18 сёл Львовской области с аналогичными названиями — Сопошин, Мацошин, Кротошин и прочие. Все они, по мнению исследователя, произошли от фамилий или прозвищ владельцев, а также с вторым корнем от слова «двор» или «посад». Так как однокоренных слов «обор, обр» древнерусские источники не зарегистрировали, то, скорее всего, мы имеем дело с каким-то личным названием.
Кроме этого, обрами в «Повести Временных Лет» названы авары — тюркские племена, с которыми дулебы и волыняне вели долгие и тяжелые войны в 5—7 столетиях. Как утверждает Василий Лаба, между этими племенами и названием Оброшин может быть некоторая общность. Археологического подтверждений этому пока что нет

## История посёлка с XV по начало XVIII века
В 1456 году король Казимир Ягеллончик передал этот фольварк как королевские владения под залог каштеляну Петру Шамотульскому (Piotr Szamotulski) за долг, который остался у монарха ещё с прусской кампании. Через 10 лет поселение выкупил у Шамотульского львовский архиепископ — Грегож из Санока. С 1466 по 1939 гг. Оброшино будет принадлежать львовским римокатолическим архиепископам.
Апогея своего развития Оброшин достиг только в начале XVIII века, когда курию возглавил Ян Скарбек (умер в 1733 году), который прославился постройкой новых и реставрацией старых галицких костёлов. При его жизни Оброшин был обычным фальварком, основательно потрёпанным шведами в 1704-ом. Он решил создать здесь летнюю резиденцию в довесок к постоянному местообиталищу архиепископов в Дунаеве.

## Дворец львовских архиепископов подо Львовом
Согласно Государственного реестра национального культурного наследия Украины к памятникам архитектуры в Оброшине относятся: усадьба львовских архиепископов (1730 г., № 477-0), дворец (№ 477-1), хозяйственные флигели (№ 477-2), каменная ограда с парадными и хозяйственными воротами (№ 477-3) и парк (XVIII век, № 477-4).

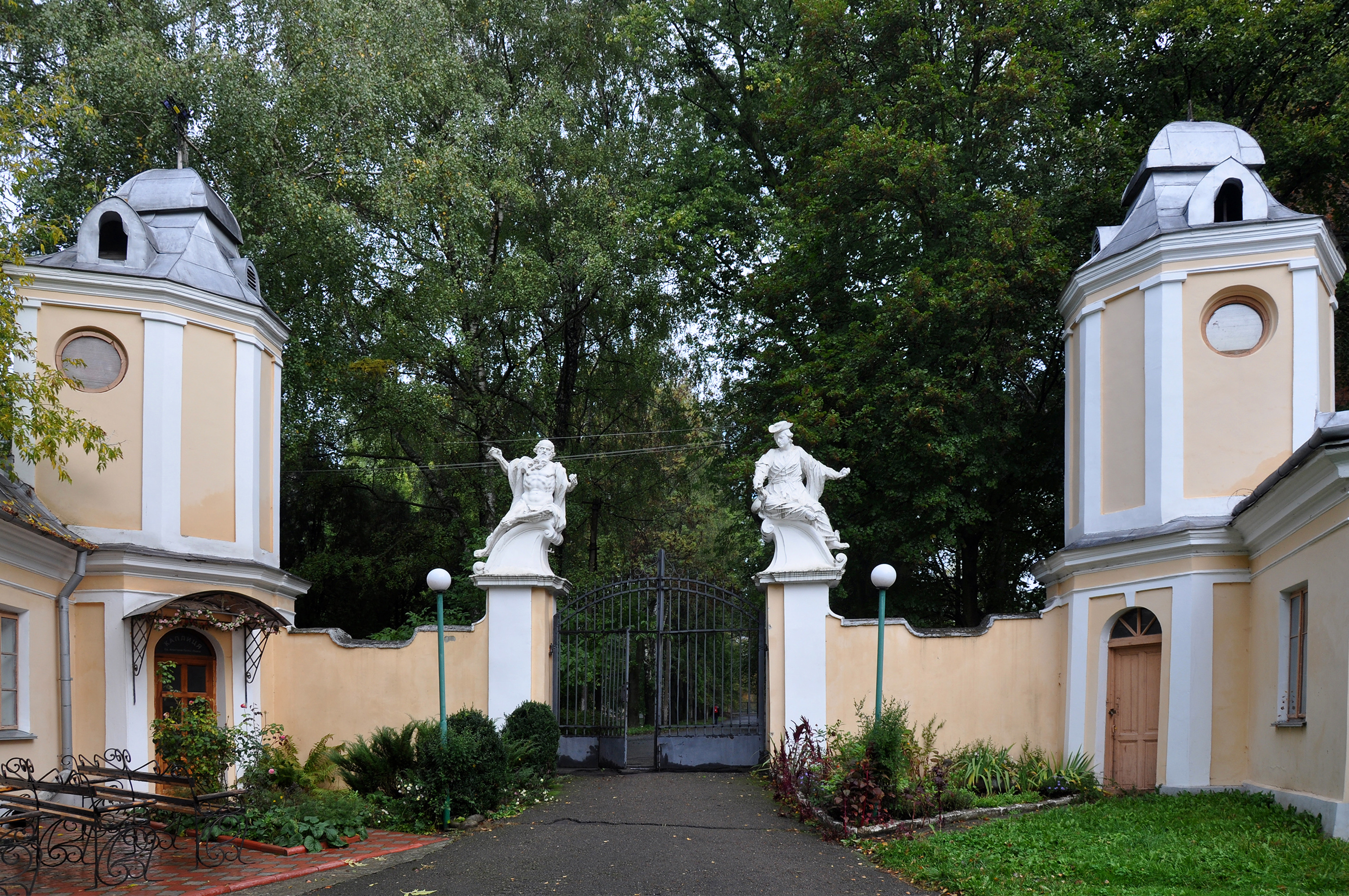
Статуи на въезде во дворец

Теперишнее здание было построено ещё в 1730 году по проекту Юзефа II Фонтана. Планировалось эклектически соединить в экстерьере и интерьере здания польские традиции магнатских дворов XVII — начала XVIII столетий, а также добавить немного французской элегантности. Ян Скарбек успел увидеть завершенную постройку, но обживали и обставляли мебелью помещения уже при Миколае Игнации Выжицком (умер в 1757 году), в то же время и была достроена чудесная дворцовая часовенка, где в предбаннике была установлена памятная мраморная табличка. На ней, ниже латинских инициалов можно прочитать дату — 1 ноября 1738 года, а под ней: «Микола Игнаци из Выжиц, Выжицкий архиепископ, митрополит Львовский, просит милости Вашей пред милосердием Божим за себя и за души в чистилище, которые остались без какого-либо спасения… об одном… Благодатная Дева Мария, радуйся…» Над входом в зал, напротив часовни в стену вмурованная другая таблица, из похожего камня, украшенная гербом «Абданк» и инициалами архиепископа Скарбка, память про которого сохранил Выжницкий. Отделочные работы затянулись вплоть до времени, когда архиепископом стал Вацлав Сераковский (умер в 1780 году), он уделял Оброшине недостаточно внимания, предпочитая бывать в Дунаеве. В то же время возникли и чудесные оранжереи с экзотическими растениями, они же и предопределили судьбу поместья в советское время. Сераковский получал доходы с Оброшине, Ставчан и Рясной, эти деньги и шли на декорацию здания, а в 1765 году подарил войтовство в Ставчанах и Оброшине Кафедральной Капитуле при условии, что собственник не будет занимать должность война пожизненно. Последний прожил до смерти архиепископа, а позже произошли события, оставившие Оброшин исключительно во власти львовского архиепископства.
В завещании Сераковский пишет «картины (несколько сотен полотен во Львове, Оброшине, Дунаеве), библиотеку, оранжерею Оброшинского парка, созданную на мои деньги, собранную в коллекцию из сотни деревьев, алоэ, трав иноземных и цветов, которые оставляю своему последователю, а все остальные завещаю продать». Он был творцом не только оранжерей, в его письмах остались упоминания и о реконструкции Катедры, обновление дворцов в Дунаеве и Оброшине, где в 1768 году был выложен мозаикой пол.
Если Сераковский почти всё своё время проводил в Дунаеве, сменивший его Фердинант Кицкий был влюблён в жительницу Оброшине и посему жил здесь постоянно. Возле посёлка он основал фольварок, названный Фердинандовка, а также приложил максимум усилий к оформлению дворцового парка. Архиепископ Кицкий создал в Оброшине приход, построил каменный костёл, освященный в 1791 году, где и был погребён в 1797. Занявший его место Кастан Кицкий, почивший в 1812 году, также испытывал привязанность к Оброшине. Он похоронен там же. У большинства посещавших тогдашний дворец сохранились воспоминания о парке и коллекции портретов львовских архиепископов. Ещё перед войной картины находились в здании, а среди них оригинальное изображение первого галицкого архиепископа Кристина из Острова.
Особенно сильно пострадало здание во времена Первой мировой войны, российские войска, пройдя здесь в 1915 году, унесли всё, что посчитали ценным. Вышеупомянутая коллекция портретов должна была быть перенесена во Львов, вместе со старинной мебелью, но судьба распорядилась по-иному. Вмурованный в стену архив унести было нельзя, поэтому его сожгли. Позднее дворец занимали немцы, которые использовали часовню как столовую. После них дворец перешёл к австрийцам, устроившим тут лагерь для турецких военных беженцев. Последними тут были надднепровские казаки, которые вынесли из дворца то, что осталось после предшественников. Здание стояло без окон, дверей, с разрушенными каминами и выломанными паркетинами. По странному стечению обстоятельств крыша осталась неповреждённой.
В 1920-х годах, по решению курии, в усадьбе провели генеральный ремонт с 1922 по 1925 года. Руководили работами архитектор Бронислав Виктор и реставратор Юзеф Пётровский. Непонятно, почему Виктор начал декорировать строение новыми элементами, а не восстанавливать старые. Он даже придумал для этого новый стиль — восточно-малопольский. Следы его фанатизма особенно заметны на парковом фасаде здания. Колонны, путти (фигурки детей) и порталы — работа Виктора. Частично были также изменены интерьеры дворца: перенесли вправо центральную лестницу в вестибюле, раньше она была строго по центру. Фасадам придали модерновый вид, со стороны парка сделали балкон на спиральных столбиках, добавили декоративные тумбы на террасах со ступенями (есть фото в моём альбоме). Общественность не оценила потуг Бронислава Виктора, его раскритиковали.

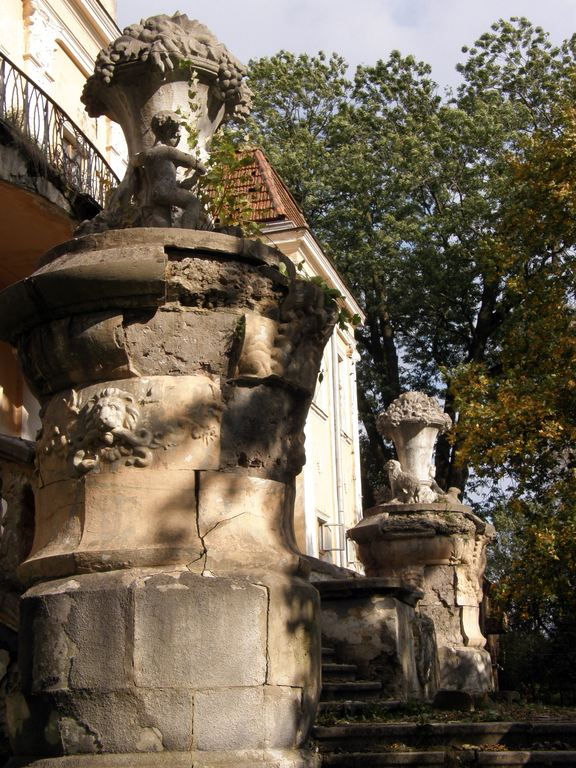
Лестница в парк

Всех пришедших встречает портал — ворота в стиле барокко, которые плавно переходят в два флигеля. В четырёхтомнике «Памятники градостроения и архитектуры УССР» указано, что они были построены одновременно с дворцом, основная их реконструкция прошла в тех же 1820-х годах. Эти небольшие одноэтажные здания оформлены со стороны двора двухколонными портиками с фронтонами. К ним примыкают шестиугольные в плане пристройки, которые служили каретными сараями. Шатровые крыши каретных завершались скульптурами. Одна из них — статуя Атласа — сохранилась на здании, стоящем справа от ворот. Кстати, один из экипажей чудесным образом дожил до нашего времени и украшает сейчас фойе Национального Музея во Львове. Каретные образовывали боковые стены замкнутого двора, тыльной стороной был сам дворец, а в местах, где между зданиями образовывались «окна», их прикрывала простая мурованная стена. Передний карниз усадьбы венчали характерные для рококо каменные фонари, использовавшиеся при оформлении почти всех святынь Львова в XVIII веке.
Пятиугольный двор окружен стенами (XVIII век). Во двор ведут двое ворот: главные и хозяйственные. Главные ворота охраняют две скульптуры, развёрнутые, как ни странно, лицами в сторону дворца, а не гостей. Одна из фигур изображает старца в театральном свободном одеянии, вторая — женщину, стоящую в очень грациозной позе. Обе скульптуры «хрестоматийны» для салонного стиля рококо и вышли из-под резцов львовских мастеров. В круглой клумбе на данный момент расположен бюст Ивана Франко. Углы здания напоминают башни оборонных усадеб XVII—XVIII века. Крыша здания — мансардного типа. Стилистически дворец наиболее близок к французскому позднему барокко и рококо, где скромные фасады сочетаются с пышностью интерьеров. Наиболее близок оброшинскому красавцу дворец Белинских в Варшаве, созданный тем же архитектором. Двор и окружающие его стены формируют настоящий «cour d’ honneur» (круг почета — фран.), позволяя каретам того времени въезжать на него, проплывать мимо главного входа, а затем исчезать в каретных помещениях. Проект был выполнен от начала до конца в один и тот же период времени, что позволило придать ему целостности и завершенности.
Во дворцах той эпохи бесполезно было уже использовать ворота как оборонную структуру, поэтому им старались придать эстетическую нагрузку. В усадьбе Оброшина башенки возносятся симметрично по обе стороны от ворот. В одной из башенок сейчас зияет дыра на месте совершенного механизма производства основателя Первой национальной фабрики башенных часов Михала Менсовича. Если посмотреть на ансамбль, стоя на центральной аллее, то становится заметно, что двор фактически замкнут и изолирован от внешнего мира. Стиль рококо стремился к созданию таких вот микрокосмов, и все усилия архитекторов в нём были направлены на внутреннее декорирование, тогда как внешняя часть оставалась, можно сказать, скромной.
Осью основного здания стало восьмиугольное фойе, в те времена такая форма часто использовалась и не была экзотикой. Широкие ступени, которые сохранились и до нашего времени, ведут в обширный зал на втором этаже, а уже оттуда можно было попасть в гостевые покои. Комнаты для обслуги находились в левом крыле здания (там сейчас расположены администрация и библиотека). В правой части находилась часовенка, украшенная лепниной и круглыми витражными окошками. Высота потолков в часовне равнялась суммарной высоте партера и верхнего этажа. Также в правом крыле располагаются небольшие комнаты с дополнительными лестницами. Из окон задней части дворца открывается вид на парковую зону усадьбы.
Мы сейчас не можем увидеть то оригинальное внутреннее убранство, бывшее действительно основным в оформлении этого здания. От богатства эпохи Людовика XV, от шикарных обоев, осветительных элементов, паркета, лепнины и мебели не осталось ничего, кроме жалких «осколков» решеток. Немного орнамента видно на камине в партерной комнате, а на верхнем этаже есть печь со скромным декором. Восстановление оригинального интерьера считается невозможным, хотя по летописям известно, что в ещё в 1768 году внутренние стены покрыли мозаичной декорацией, видимо, они представляли собой различные сценки.

## Церкви Оброшина
- Костёл Воздвижения Святого Креста (1791) — построен при архиепископе Фердинанде Кицком, на данный момент храм находится в полуразрушенном состоянии (повреждена крыша, отсутствуют окна и двери). В советское время использовался как складское помещение.[5]
- Церковь Св. Дмитрия (1914) — стиль: польский функционализм (конструктивизм, арт деко), автор проекта Тадеуш Обминский в соавторстве с Александром Лушпинским
  - Звонница церкви (1774) — деревянная трёхъярусная, расположена на юго-западе от церкви Св. Дмитрия (№ 491-м в списке памятников архитектуры местного значения). Неподалёку возведено здание новой кирпичной звонницы.[6]

### Фотографии церквей

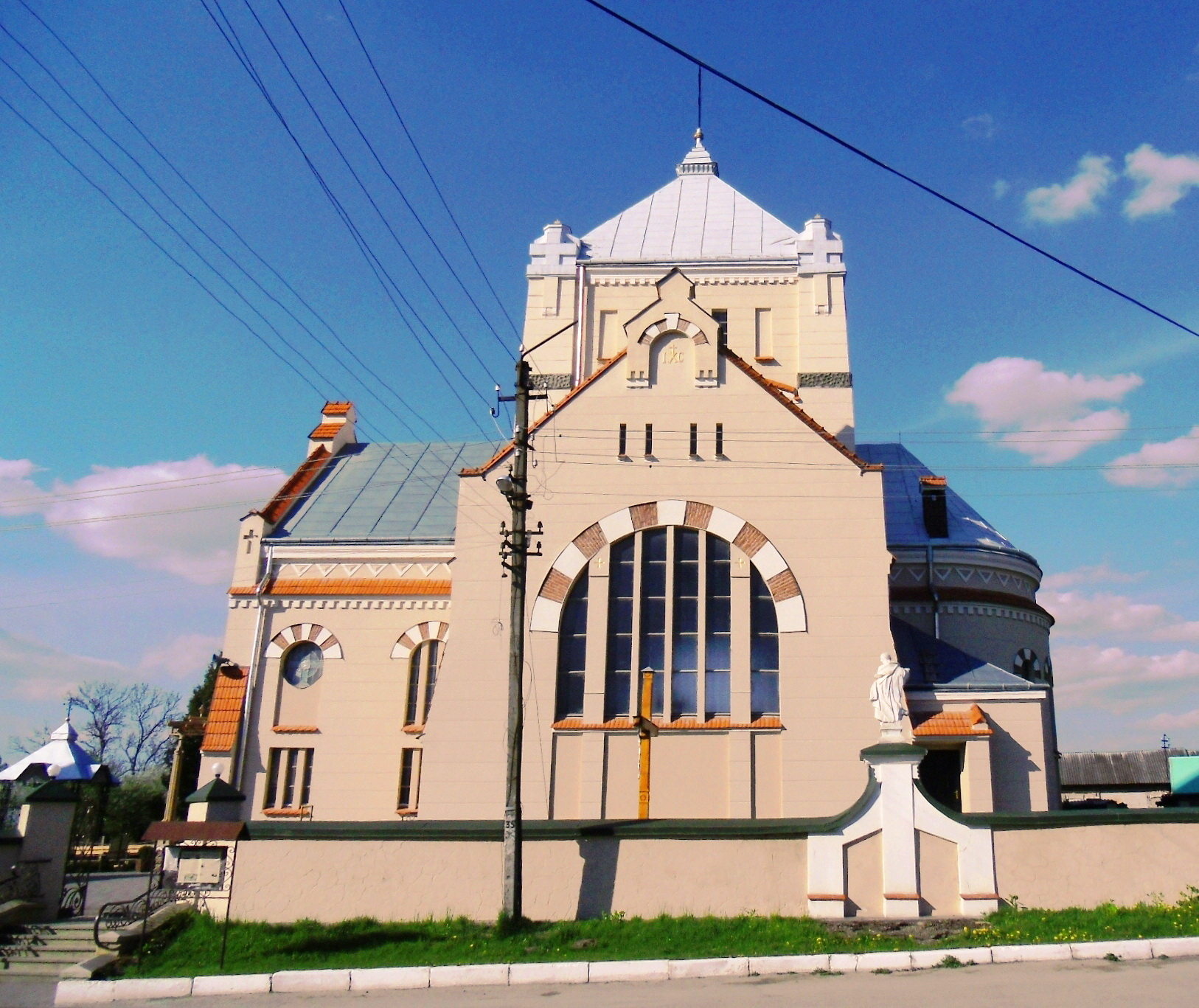
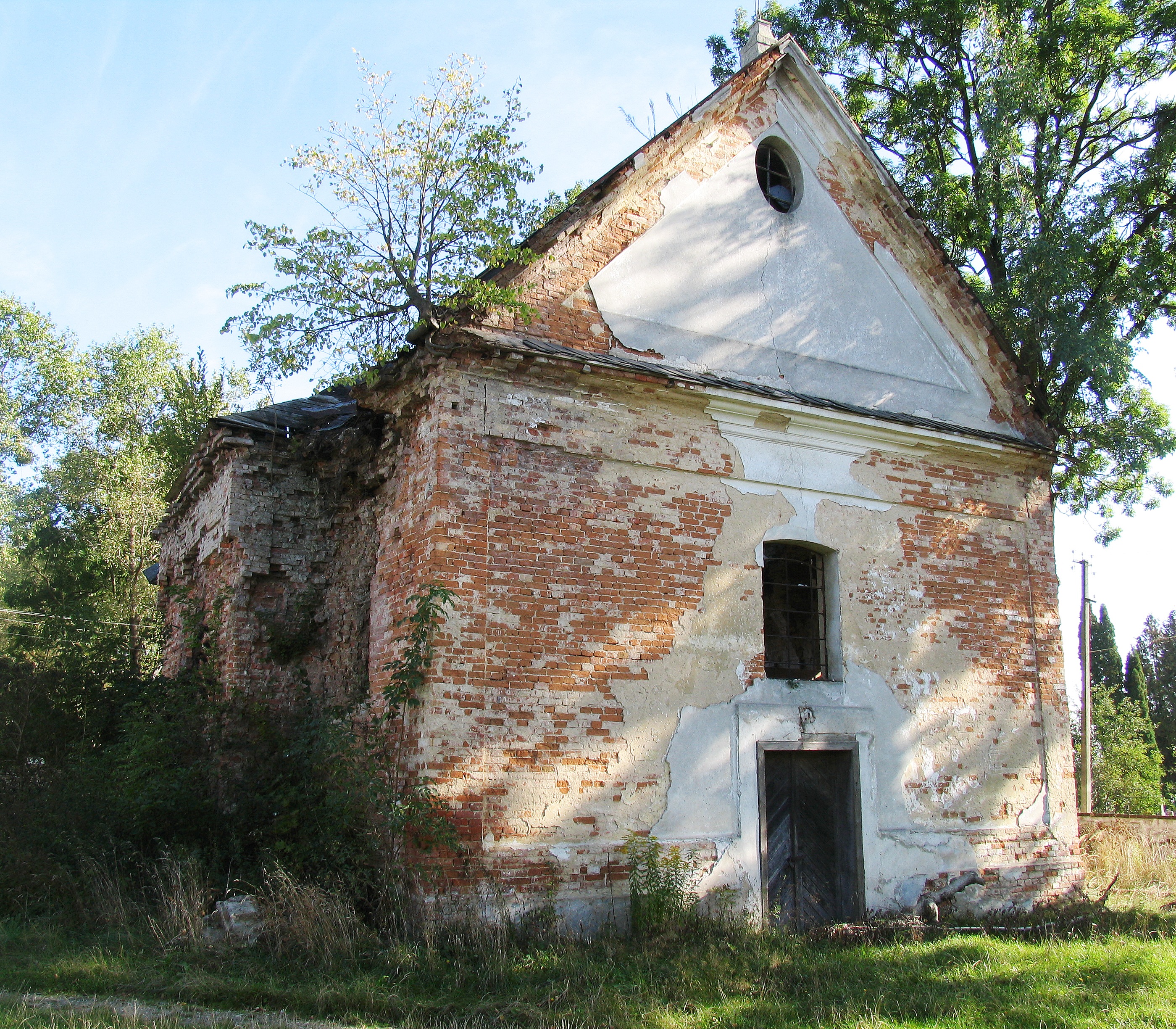
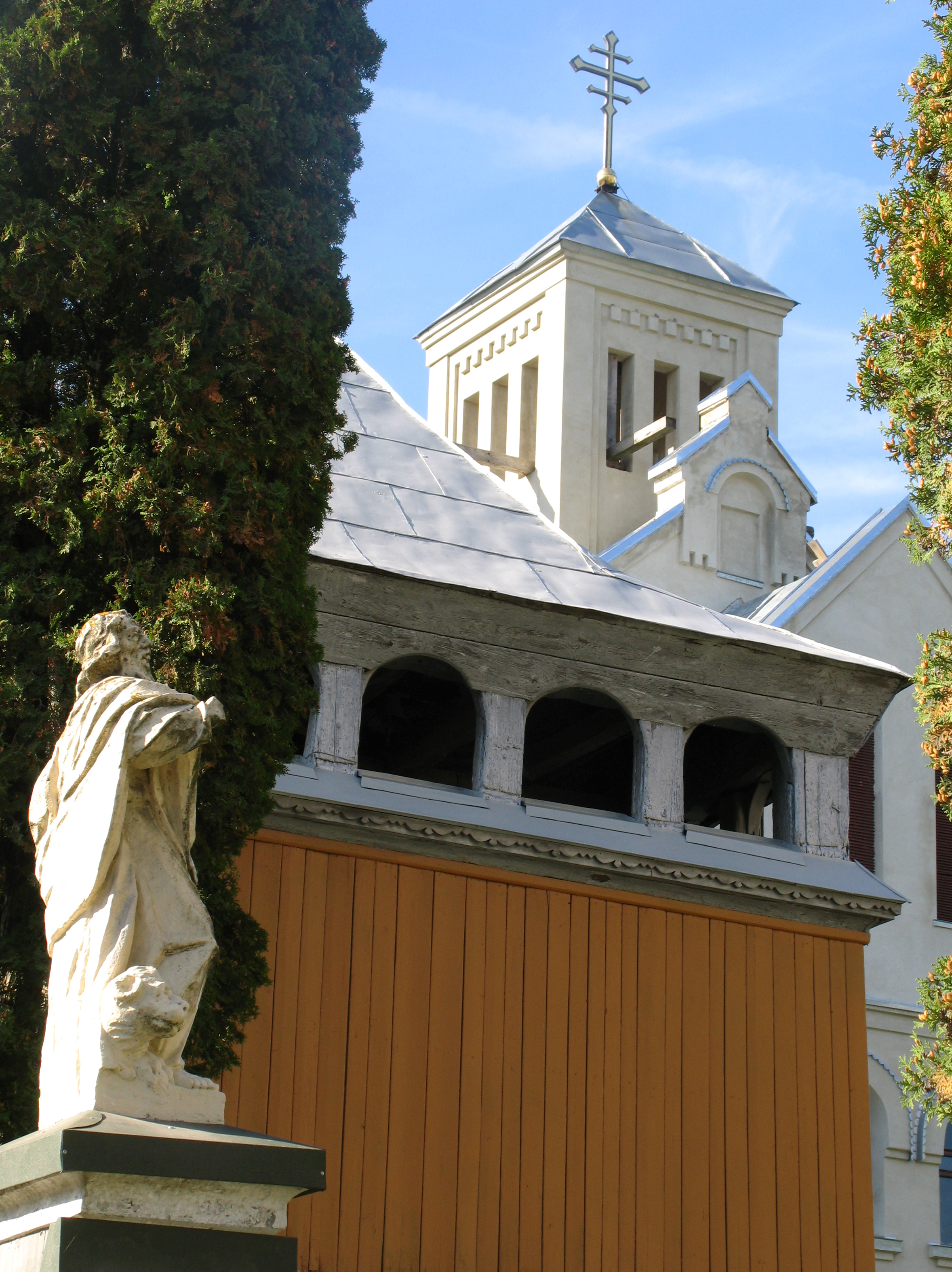

## Хроника XIX—XX веков
- В середине XIX века камень из карьеров недалеко от Оброшине использовался для строительства Львовской цитадели[7]
- 5 декабря 1918 года в результате боёв с польскими войсками под Оброшино попали в плен 60 украинских стрельцов. Все они были расстреляны.[8]
- 11 и 12 сентября 1939 года военизированные подразделения Организации украинских националистов захватили Оброшино и соседнее село Ставчаны. При этом были обезоружены порядка пятисот польских военнослужащих. Командование осуществляли братья Ивасики, Степан Бордун и Лев Шанковский. 14 сентября польские войска пытались занять Бартатов, но были разгромлены украинскими отрядами[9].

## Дендропарк Оброшин
Дендропарк «Оброшине» занимает 5 гектаров, и ко времени распада СССР в нём насчитывалось 30 видов деревьев и кустарников. На данный момент в усадьбе размещён Научно-исследовательский институт земледелия и животноводства западных областей Украины. От эпохи архиепископов на территории остались обломки старых оранжерей и 280-летний ясень. А в парке находится небольшой зоопарк местного значения, где обитают более 30 видов водоплавающих птиц: белые шипуны, чёрные австралийские и черношеии парагвайские лебеди, утки мандаринки (в том числе белая и коричневая мутации), нырки, огари, американские, африканские (в том числе и египетские) и европейские виды гусей, казарки и многие другие; также там можно увидеть 17 видов фазанов, павлинов, домашних и диких голубей (горлиц), венценосных журавлей, степных журавлей-красавок, серых журавлей, декоративные породы кур. Из млекопитающих представлены дальневосточные пятнистые олени, несколько пород овец (мериносы, карликовые и камерунские овцы), лошадь, кролики (рексы) и китайский мунтжак (небольшой олень).

### Галерея снимков из дендропарка

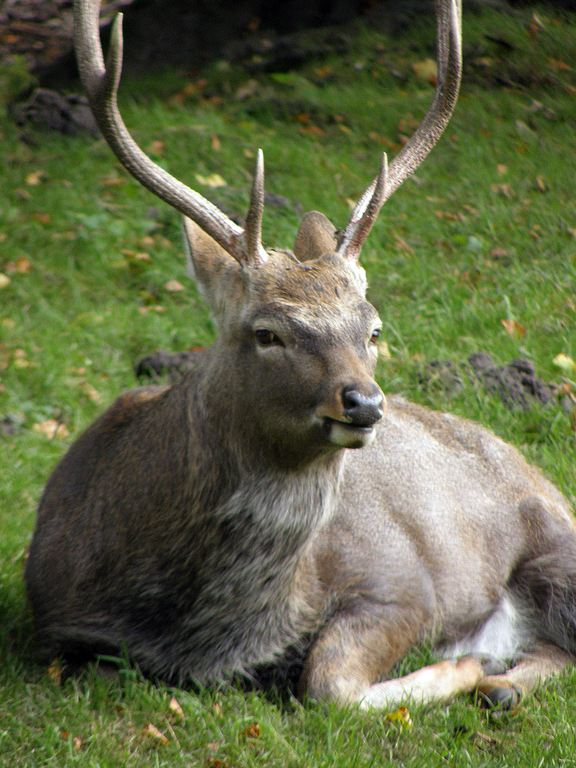
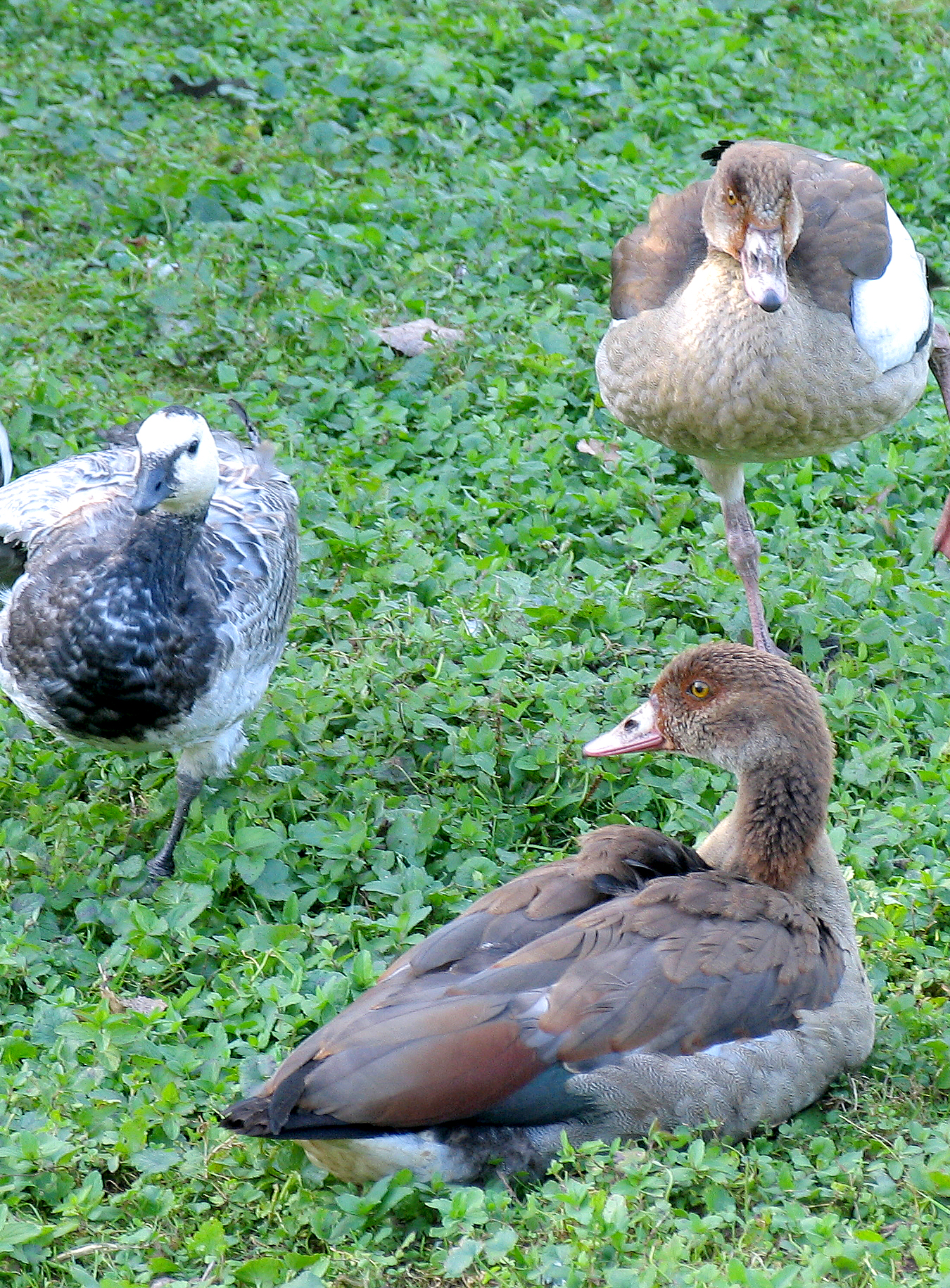
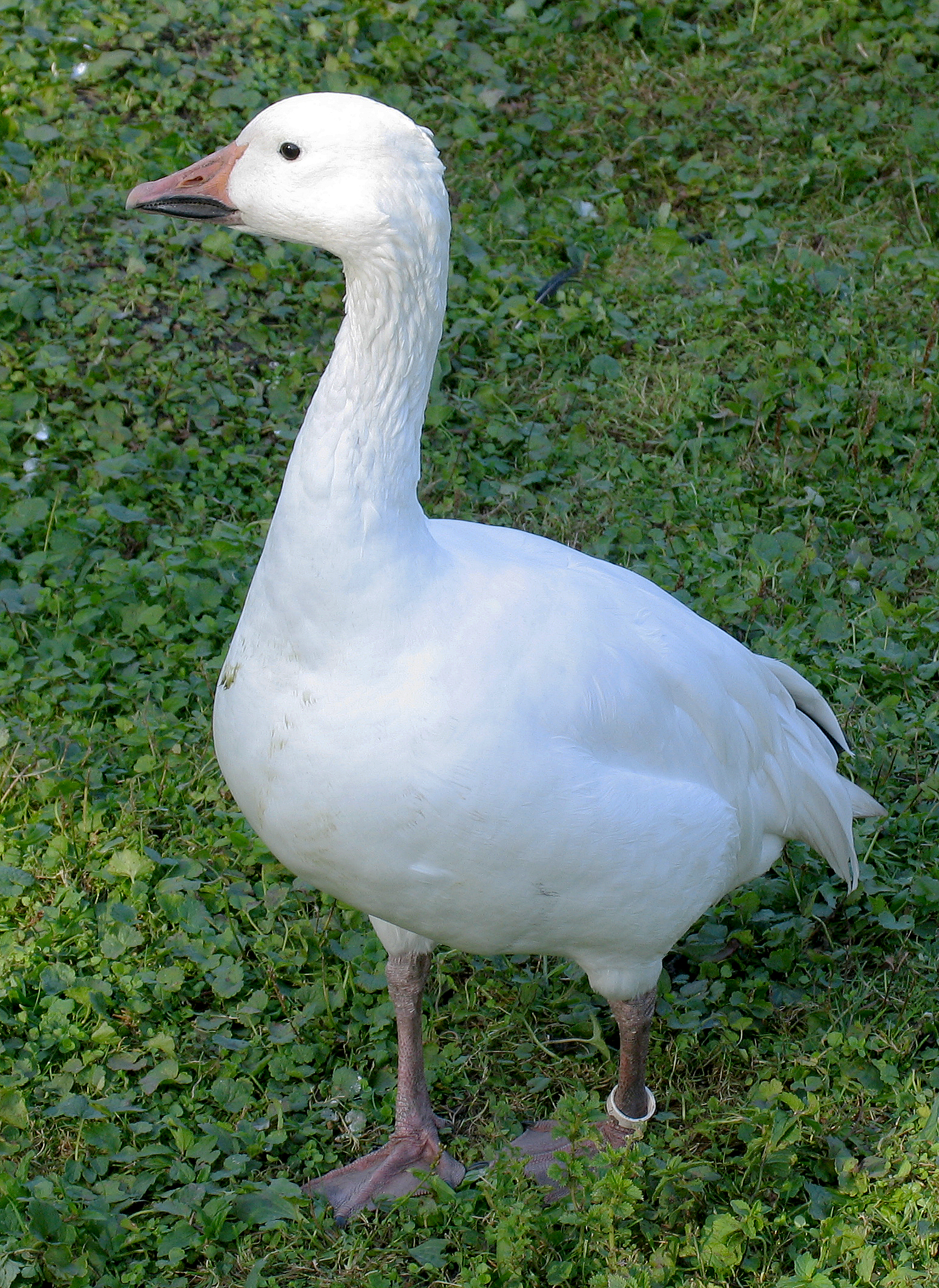
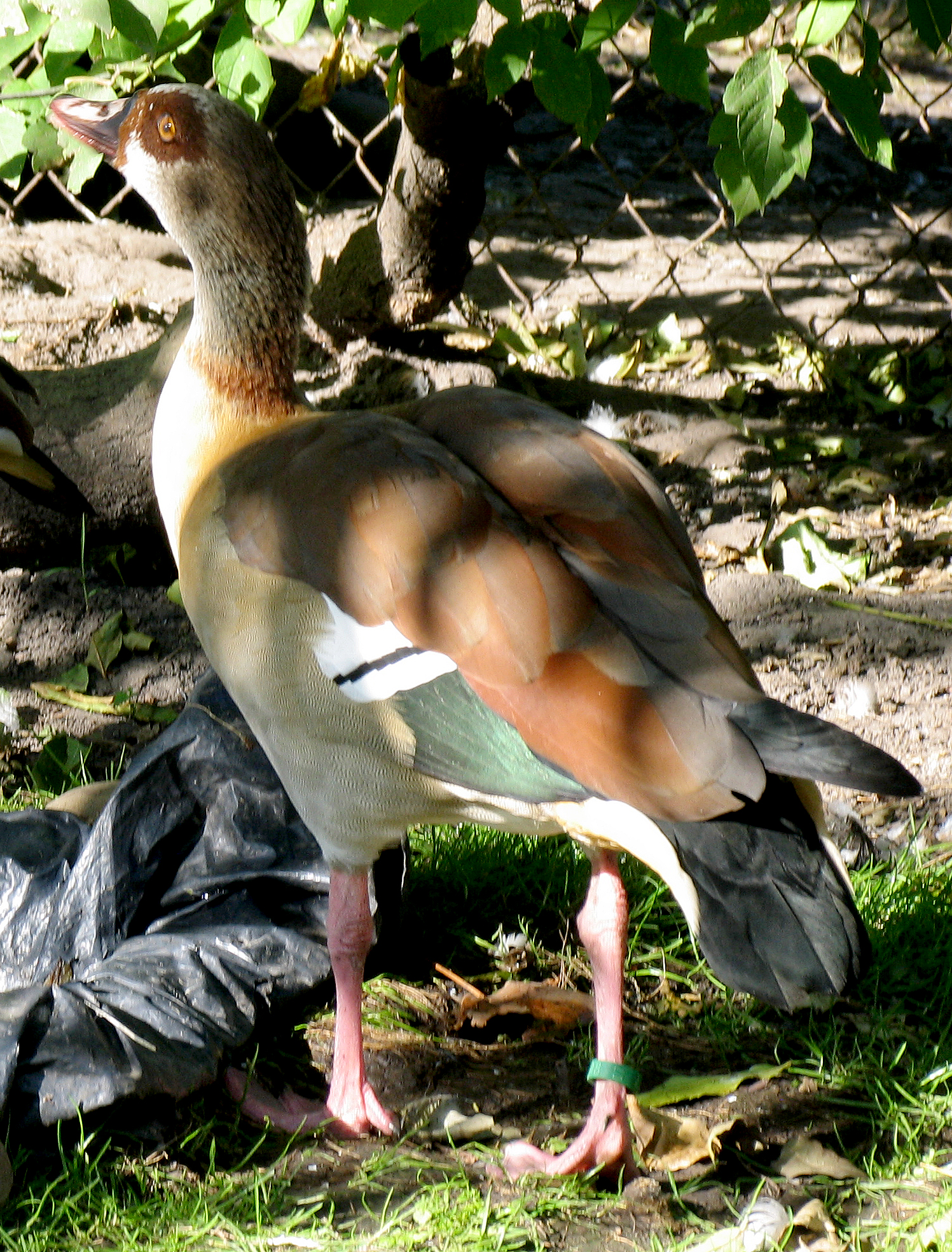
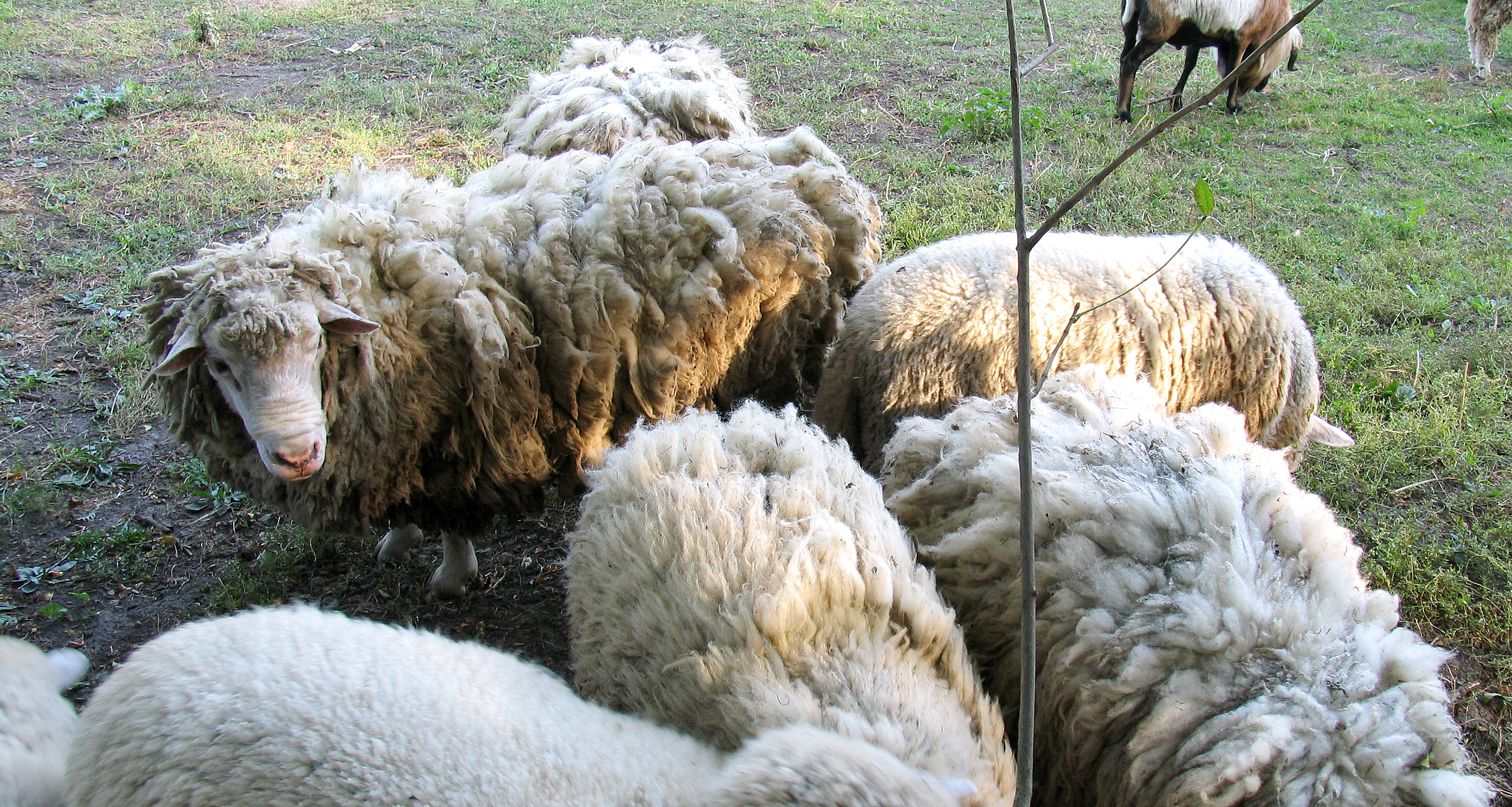

## Список львовских архиепископов[11]
Список львовских католических архиепископов, проживавших в Оброшине, и периодов их деятельности во главе местной церкви
- Ян Жешовский (1412—1436)
- Ян Одровож (1437—1450)
- Гжегож из Сянока (1451—1477)
- Ян Длугош (1480)
- Ян Стшелецкий, герб Окша (1481—1488)
- Анджей Борысевский, герб Порай (1488—1503)
- Бернард Вильчек, герб Порай (1505—1540)
- Пётр Стажеховский, герб Лелива (1540—1554)
- Феликс Лигеза, герб Полукоза (1555—1560)
- Павел Тарло, герб Топор (1561—1565)
- Станислав Сломовский, герб Абданк (1565—1575)
- Ян Сененский, герб Дебно (1576—1582)
- Ян Димитр Соликовский, герб Боньча (1583—1603)
- Ян Замойский, герб Гржимала (1604—1614)
- Ян Анджей Прухницкий, герб Корчак (1614—1633)
- Станислав Гроховский, герб Юноша (1633—1645)
- Миколай Кросновский, герб Юноша (1645—1653)
- Ян Тарновский, герб Косы (1654—1669)
- Войцех Корычинский, герб Топор (1670—1677)
- Константы Липский, герб Лада (1681—1698)
- Константы Юзеф Зелинский герб Циолек (1700—1709)
- Миколай Поплавский, герб Тшаска (1710—1711)
- Ян Скарбек, герб Абданк (1713—1733)
- Миколай Жерард Выжицкий, герб Геральт (1737—1757)
- Миколай Дембовский, герб Елита (1757)
- Владыслав Александер Любенский, герб Помян (1758—1759)
- Вацлав Иероним Сераковский, герб Огончик (1760—1780)
- Фердинанд Онуфрий Кицкий, герб Гоздава (1780—1797)
- Каэтан Игнацы Кицкий, герб Годзава (1797—1812)
- Анджей Алоизи Анквич, герб Абданк (1815—1833)
- Францишек Ксавери Лущин (1834—1835)
- Францишек Пиштек (1835—1846)
- Вацлав Вильгельм Вацлавичек (1847—1848)
- Лукаш Баранецкий, герб Сас (1848—1858)
- Францишек Ксавери Вежхлейский, герб Берштен (1860—1884)
- Северин Моравский (1885—1900)
- Юзеф Билчевский (1900—1923)
- Болеслав Твардовский (1923—1945)